# Rao Sikandar Iqbal
Rao Sikandar Iqbal (Quetta, 1943 – 29 de setembro de 2010) foi um político do Paquistão, Ministro da Defesa do país de 2002 a 2007.

## Biografia
Nascido em 1943, Iqbal cursou o ensino fundamental em Quetta, após o qual ingressou no Forman Christian College em Lahore. Ele estudou Faculdade de Direito da Universidade de Punjab, e ele era o secretário-geral da União dos Estudantes da Universidade.
Em 1969, Iqbal ingressou no departamento de receita provincial como tehsildar. Em 1975, após se encontrar com o presidente Zulfikar Ali Bhutto, ele renunciou e se juntou ao Partido Popular do Paquistão (PPP). 
Em 1988, Iqbal foi eleita para a Assembleia Nacional do Paquistão e serviu como Ministro da Alimentação, Agricultura e Cooperativas sob Benazir Bhutto, em seu primeiro mandato. Ele perdeu as eleições em 1990, mas foi reeleito novamente em 1993 e atuou como Ministro dos Esportes, Cultura e Turismo, no segundo mandato de Bhutto, que terminou em 1996. Ele também atuou como presidente do Comitê Permanente da Assembleia Nacional na defesa. 
Entre 1997 e 2001 foi chefe do PPP de Punjab. 
Em 2002, Iqbal foi eleito novamente para a Assembleia Nacional e juntou-se ao grupo PPP-Patriotas. Ele foi empossado no Gabinete Federal e atuou como Ministro da Defesa durante este tempo, ele também foi homenageado como Vice-Primeiro-Ministro entre 2002 e 2007 sob os Primeiros-Ministros Zafarullah Khan Jamali, Chaudhry Shujaat Hussain e Shaukat Aziz.